# Lebor Gabála Érenn
Lebor Gabála Érenn (Middel-Iers. Modern Iers: Leabhar Gabhála na hÉireann, Engels:Book of Invasions) is een verzameling gedichten en prozateksten die de mythische geschiedenis van Ierland beschrijft van de schepping tot aan de Middeleeuwen. Het is in de 11e eeuw geschreven en is een mix van mythologie en folklore, met een sterke Christelijke invloed.
Het werk kan worden opgedeeld in tien delen.
- De schepping van de wereld en het ontstaan van de verschillende volkeren
- De geschiedenis van de Gael tot aan het moment dat Íth voor het eerst Ierland ziet
- De vestiging van Cessair
- De vestiging van Partholón
- De vestiging van Nemed
- De vestiging van de Fir Bolg, Fir Domnann en Fir Gálioin
- De vestiging van de Tuatha Dé Danann
- De vestiging van de zonen van Míl Espáine
- De geschiedenis van de koningen voor de komst van het christendom
- De geschiedenis van de koningen na de komst van het christendom

## Manuscripten
De tekst is overgeleverd in diverse manuscripten. Onder andere het Boek van Leinster, het Boek van Fermoy, het Grote Boek van Lecan en het Boek van Ballymote.